# فويدان ستويانوفسكي
فويدان ستويانوفسكي (بالمقدونية: Војдан Стојановски)‏ مواليد 9 ديسمبر 1987 في سكوبيه، جمهورية يوغوسلافيا الاشتراكية الاتحادية، هو لاعب كرة سلة مقدوني. بدأ مسيرته الاحترافية في سنة 2005. يلعب في الدوري الإسباني لكرة السلة. يحمل الرقم 19.

## المسيرة الاحترافية
لعب مع ألبا برلين في الدوري الألماني من سنة 2013 إلى 2015، ثم لعب مع نادي أندورا لكرة السلة في الدوري الإسباني في موسم 2015–2016، ثم لعب مع نادي إشبيلية لكرة السلة في سنة 2016.

## الإنجازات
- ألبا برلين
  - كأس ألمانيا: 2014

## روابط خارجية
- فويدان ستويانوفسكي على موقع الاتحاد الدولي لكرة السلة (الإنجليزية)
- فويدان ستويانوفسكي على موقع الدوري الأوروبي لكرة السلة (الإنجليزية)
- فويدان ستويانوفسكي على موقع الدوري الإسباني لكرة السلة (الإسبانية)
- فويدان ستويانوفسكي على موقع كرة السلة الأوروبية.كوم (الإنجليزية)
- فويدان ستويانوفسكي على موقع ريلجم (الإنجليزية)
- فويدان ستويانوفسكي على موقع بروبوليرز (الإنجليزية)
- فويدان ستويانوفسكي على موقع سبورتس رفرنس (الإنجليزية)